# Gloeophyllum
Gloeophyllum P. Karst., Bidr. Känn. Finl. Nat. Folk 37: x, 79 (1882).
Gloeophyllum è un genere di funghi basidiomiceti appartenente alla famiglia Gloeophyllaceae.

## Generi diGloeophyllum
La specie tipo è Gloeophyllum sepiarium (Wulfen) P. Karst.